# Ryoichi Kawakatsu
Ryoichi Kawakatsu (川勝 良一, Kawakatsu Ryoichi) est un footballeur japonais né le 5 avril 1958 dans la préfecture de Kyoto au Japon.